# 卡富環礁
馬累環礁（羅馬化：Maale Atholhu），行政名称为卡富環礁（英語：Kaafu Atoll；以第七个它拿字母命名），是馬爾代夫的行政環礁，由除了首都馬累之外的北馬累環礁、南馬累環礁以及另外兩個小環礁組成，共107個島嶼（其中10個有人居住）組成，人口為27419。
卡富環礁是行政環礁，僅為行政區劃，並不是自然環礁。一如其他行政環礁，這些名稱並不能精確地從地理或文化上劃分馬爾代夫。

## 外部連接
. 馬爾代夫官方.   [2016-12-30]. （原始内容存档于2021-01-15）.